# Venus and Adonis (Shakespeare)

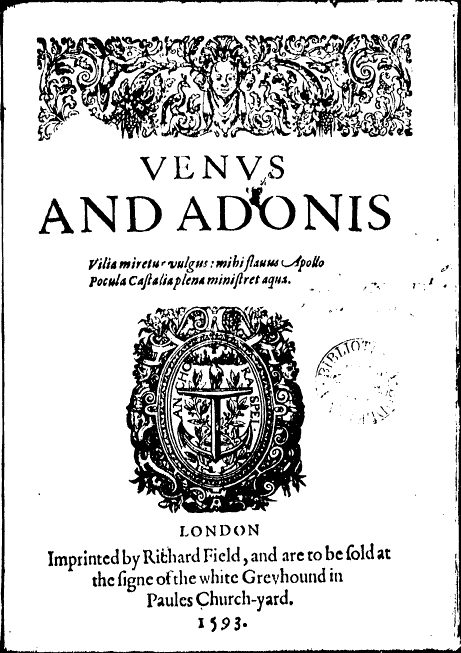
Titelpagina van de eerste quarto-uitgave in 1593

Venus and Adonis is het eerste lange verhalende gedicht van William Shakespeare, als quarto in 1593 gepubliceerd door Richard Field, een van de beste drukkers van dat ogenblik. Het mythologisch-erotisch gedicht is gebaseerd op het bekende en vaak navertelde verhaal uit Ovidius' Metamorphoses.

## Datering
Het gedicht werd ingeschreven in het Stationers' Register op 18 april 1593. Waarschijnlijk ligt de datum van compositie ergens tussen juni 1592 en mei 1594. Shakespeare had toen al naam had gemaakt als toneelschrijver, maar de theaters waren in die periode op last van de ceremoniemeester gesloten als gevolg van een pestepidemie in Londen. Sommige vroege uitgevers van Venus and Adonis veronderstelden dat hij het in Stratford-upon-Avon zou geschreven hebben en dan naar Londen had meegenomen. Er is echter weinig ondersteuning voor deze theorie, behalve het feit dat het gedicht gepubliceerd werd door Richard Field, een kennis van Shakespeare uit Stratford. Shakespeare droeg het werk, evenals het daaropvolgende gedicht The Rape of Lucrece, op aan Henry Wriothesley, 3e graaf van Southampton, die destijds optrad als beschermheer van Shakespeare en enkele andere schrijvers.

## Mogelijke bronnen
Ovidius was in de elizabethaanse periode de favoriete dichter van heel wat schrijvers, en Shakespeare was daar geen uitzondering op. Zijn materiaal voor Venus and Adonis is grotendeels ontleend aan Ovidius' 10e boek van de Metamorfosen. De versvorm, de zesregelige stanza, was reeds in 1589 door Thomas Lodge gebruikt in zijn op Ovidius geïnspireerd gedicht Scilla's Metamorphosis, Interlaced with the Unfortunate Love of Glaucus. Of Shakespeare dat werk kende is echter niet geweten. Een andere schrijver die hetzelfde verhaal behandelde is Edmund Spenser in The Faerie Queene. Mogelijk was ook Christopher Marlowe's onvoltooid gedicht Hero and Leander een inspiratie, maar de datum van compositie van dit vergelijkbaar mythologisch-erotisch gedicht is onzeker.

## Het gedicht
Het gedicht telt 1194 regels en is opgebouwd uit coupletten van zes regels met rijmschema "ababcc" met gebruikmaking van tienlettergrepige jambische pentameter zoals blijkt uit de eerste stanza:
EVEN as the sun with purple-colour'd face

Had ta'en his last leave of the weeping morn,

Rose-cheek'd Adonis hied him to the chase;

Hunting he lov'd, but love he laugh'd to scorn;

Sick-thoughted Venus makes amain unto him,

And like a bold-fac'd suitor 'gins to woo him.

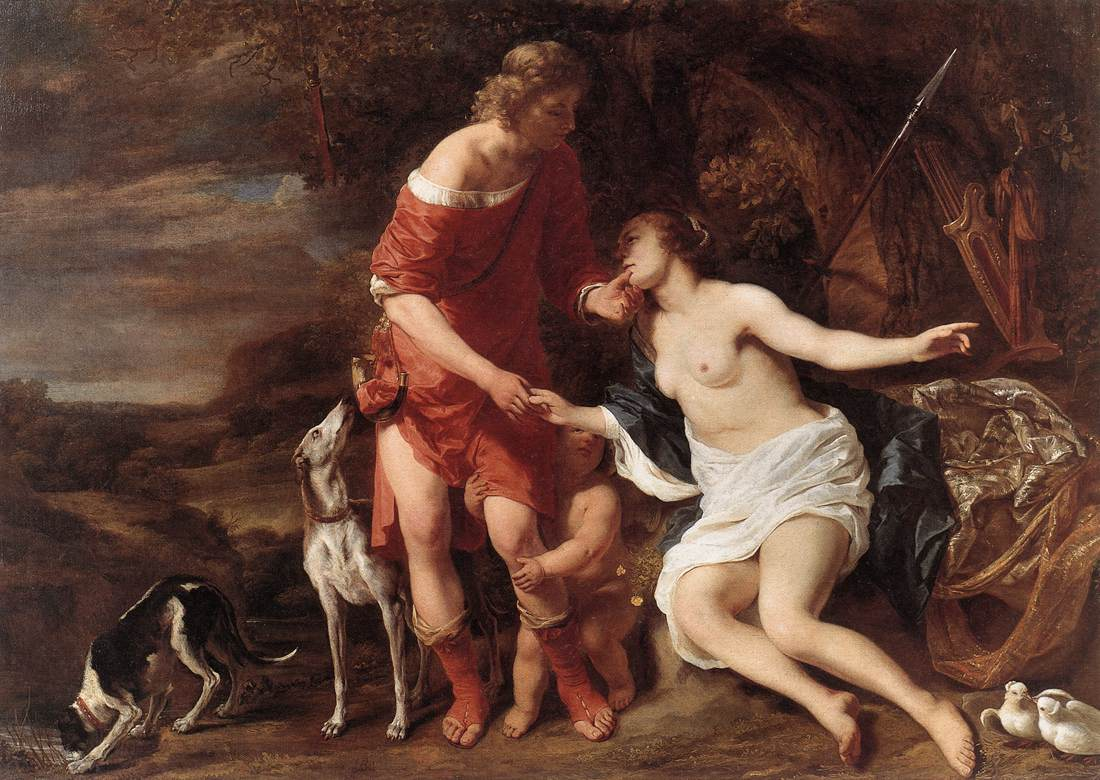
Venus en Adonis, Ferdinand Bol, olieverf op doek, ca. 1658, Rijksmuseum Amsterdam

Het gedicht vertelt het romantische verhaal van Venus, de Romeinse godin van de liefde, en Adonis. Venus raakt verliefd op de nog jonge maar sterflijke Adonis en probeert hem voor zich te winnen. Adonis reageert hier echter afwijzend op en raakt niet opgewonden van haar herhaalde toenaderingen. Het enige wat hij eigenlijk wil is op wilde zwijnenjacht gaan. Zij probeert, tevergeefs, hem hiervan te weerhouden. Als de jacht de volgende dag losbarst, raakt Adonis levensgevaarlijk gewond door zijn prooi en komt om het leven. Venus rouwt om hem en uit zijn bloed doet zij een purperen bloem ontstaan, waarna zij zich weghaast in haar door zilveren duiven getrokken wagen om zich terug te trekken.
Thus weary of the world, away she hies,

And yokes her silver doves; by whose swift aid

Their mistress, mounted, through the empty skies

In her light chariot quickly is convey'd;

Holding their course to Paphos, where their queen

Means to immure herself and not be seen.